# H&K HK33
H&K HK33は、H&K社によって開発された小口径アサルトライフルである。

## 概要
H&K HK33は、7.62x51mm NATO弾を使用するアサルトライフル（バトルライフル）であるH&K G3をスケールダウンしたうえで5.56x45mm NATO弾を使用できるように再設計されたアサルトライフルである。使用する弾薬が小口径ゆえに全体的なサイズや重量がG3よりも小型軽量化され、反動も必然的に少なくなった。
HK33の作動機構はG3と同じ半閉鎖ローラー・ロッキング方式のディレイド・ブローバックであり、G3と同型のボルトが組み込まれている。
当初開発されたHK33は、アメリカ軍のM16同様の5.56x45mm弾を使用できるように設計されている。発展型であるHK33Eは同じ5.56 mm口径だが、NATOが正式採用しているSS109弾に対応している。
マガジンの装弾数は当初は25発で、後に30・40連マガジンが追加された。
固定ストックは、G3同様に金属製の基部・ポリマー製（ライセンス生産品では木製の場合もある）の中間部・ゴム製のバットプレートからなるものと、MP5同様にポリマーの一体成型のものの2種類が存在する。
HK33のトリガーグループとストックはG3系サブマシンガンのMP5シリーズと互換性を持っている。

## 各型及び派生型
HK33
基本型。
HK33A2
固定ストックを装備。
HK33A3
金属製の伸縮式ストックを装備。
HK33K
バレルを切り詰めて全長を短くしたカービンモデル。
HK33SG/1
命中精度を上げ、光学スコープと専用トリガーグループ、および二脚を取り付けて狙撃銃風に改造したモデル。
HK33TGS
HK79銃身下装着型グレネードランチャーを装備したモデル。
H&K HK32
7.62x39mm弾仕様。
HK43
民間向けHK33。ごく短期間で生産が終了し、小改良を加えたHK93が主に流通した。
HK13
マガジン装填式軽機関銃。
HK23
ベルト給弾式汎用機関銃。アメリカ軍のトライアルにおいてM249軽機関銃に敗れた。
HK53
サブマシンガンサイズに切り詰めたモデル。
HK53 FPW(Firing Port Weapon)
"HK53 MICV"とも。歩兵戦闘車(MICV：Mechanized Infantry Combat Vehicle)のガンポート（銃眼）から射撃が可能な特殊派生モデル。HK53を元に作動機構をオープンボルト方式とし、コッキングレバーの位置を変更、照準器と銃床を廃しハンドガードを歩兵戦闘車のガンポートに固定できる機構を備えた専用のものに変更している。
アメリカ軍が開発したM2ブラッドレー歩兵戦闘車に搭載するための装備として開発されたが、最終的にはM16自動小銃の派生型がM231として採用されたため、試作のみに終わった。
Eシリーズ
SS109弾に対応するために改設計されたモデル。それまでのモデルに対してサブタイプ記号の前に"E"が追加されている。
HK33EA2
HK33EA3
HK33EA5
HK33KEA2
HK33KEA3
HK33ETGS
HK53E
HK13E
HK23E
GRシリーズ
照準器を固定式スコープに置き換えたモデル。それぞれ以下の名称となっている。
GR2 (HK53)
GR3 (HK33)
GR6 (HK13)
GR9 (HK23)

### 外国製
T223
アメリカのH&R Firearms社がライセンス生産したHK33。
T43
トルコのMKE社がライセンス生産したHK33A2。
T50
トルコのMKE社が独自に開発したもの。独自のハンドガードと半透明マガジン、およびM4カービン同様の伸縮式ストック、ピカティニー・レールを装備している。
T12
トルコのMKE社が独自に開発した狙撃銃風のもの。HK33のバレルを延長してリアサイトを取り外し、PSG1のストックとピカティニー・レール付きのハンドガードを装備している。
PK8
パキスタン・オーディナンス・ファクトリー社製のG3A3ベースのもの。G3A3の装填口に新設計部品を付け、HK33用マガジンが使えるようにしている。
BA-11
ミャンマーがライセンス生産したもの。ストックやグリップ、ハンドガードが木製になっている。
BA-12
ミャンマーが独自に開発した軽機関銃。BA-11に二脚と短いハンドガードを取り付けたもの。
11式
タイでライセンス生産されたもの。セレクターの表記がアルファベットからタイ文字に変更されている。またブルパップ式に改造した派生型も確認されており、アイアンサイトをM16タイプに変更し、フォアグリップを装備したものとなっている。

## 使用国
- アルゼンチン
- ボスニア・ヘルツェゴビナ
- ブラジル
- チリ
- キプロス
- 東ティモール

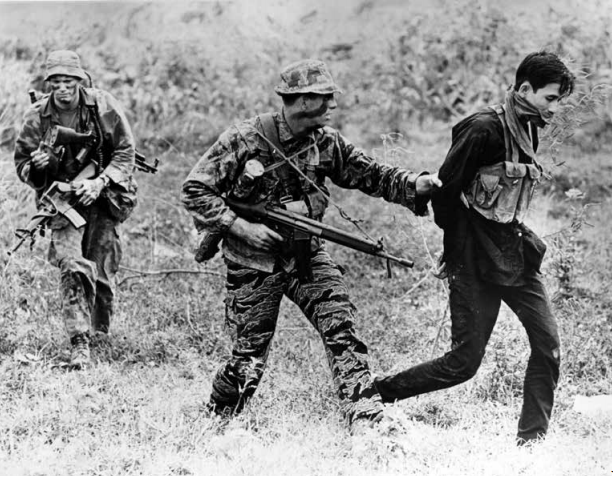
T223を装備したNavy SEALsの隊員（1969年、ベトナムにて撮影）

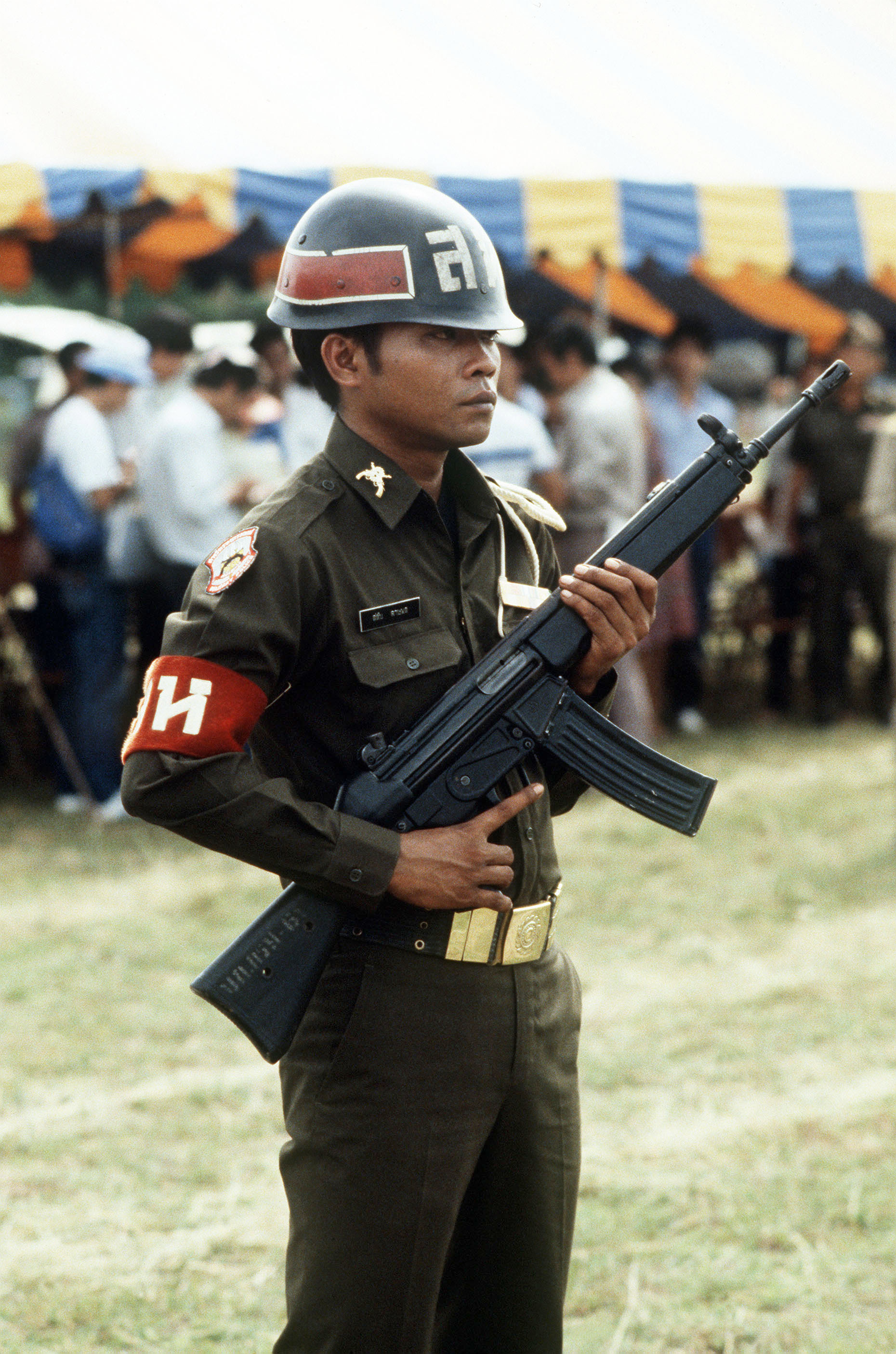
HK33を装備するタイ陸軍の憲兵

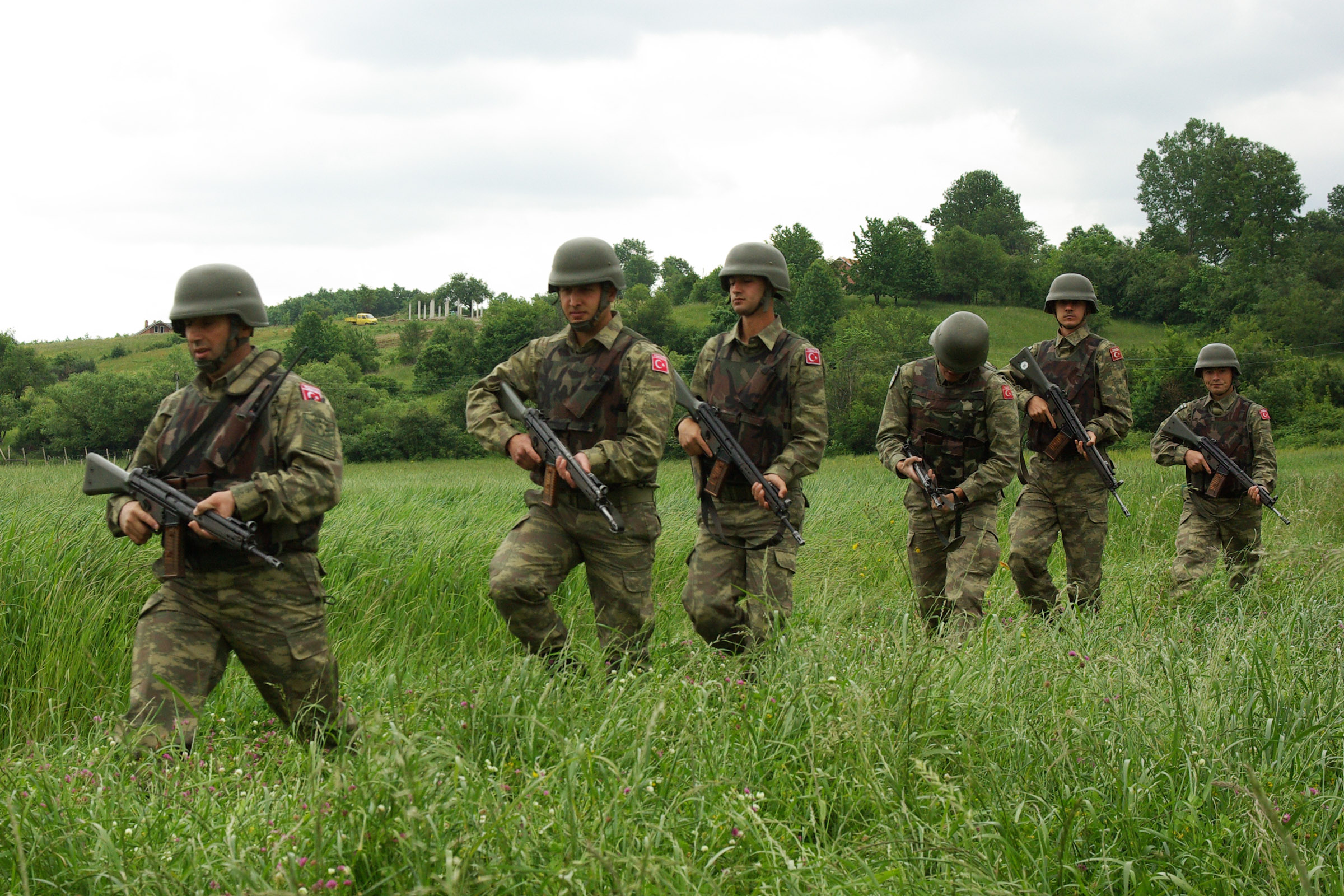
HK33を装備するトルコ陸軍のパトロール

- エクアドル - 1994年に、エクアドル軍がFN FALの後継となる制式小銃として導入[8]。
- エルサルバドル
- フランス - サン＝テティエンヌ造兵廠でライセンス生産。
- ギリシャ
- ドイツ
- アイルランド
- イタリア
- レバノン
- マレーシア
- メキシコ
- ミャンマー - 「MA-11」の名称で採用。BAシリーズと共にMAシリーズとしてライセンス生産。
- ペルー
- ポルトガル
- スペイン
- タイ - ライセンス生産品を「11式」の名称で採用。
- トルコ - MKE社がライセンス生産[5]。
- イギリス - 「L101A1」の名称で採用。
- アメリカ合衆国 - ベトナム戦争時にアメリカ海軍特殊部隊 (Navy SEALs) がT223を使用していた。
- ベネズエラ

## 登場作品
『ランボー』
前半の山中にてティーズル保安官がHK93を使用

### 漫画
『こちら葛飾区亀有公園前派出所』
悪魔がやってきた!の巻に登場。
『うぽって!!』
HK33Eを擬人化したちゅーすりーとHK32を擬人化したトリッツァチ・ドゥヴァが登場し、実銃も使用する。

### ゲーム
『レインボーシックス シージ』
A2が「AR33」の名称で登場。
『CoD:MWII』
「[Lachmann-556」の名称で登場。